# Miscophus bonifaciensis
Miscophus bonifaciensis is een vliesvleugelig insect uit de familie van de graafwespen (Crabronidae). De wetenschappelijke naam van de soort is voor het eerst geldig gepubliceerd in 1896 door Ferton.